# Gilson (football)
Pour les articles homonymes, voir Gilson.
Gilson Espirito Santo, dit Gilson, né le 25 octobre 1991 à Sao Tomé-et-Principe, est un footballeur international santoméen. Il évolue au poste de défenseur.

## Statistiques

### Matchs internationaux
|    | Date         | Lieu                                             | Adversaire | Résultat | Compétition             |
| -- | ------------ | ------------------------------------------------ | ---------- | -------- | ----------------------- |
| 1. | 13 juin 2015 | Estádio Nacional de Cabo Verde, Praia (Cap-Vert) | Cap-Vert   | 7-1      | Qualifications CAN 2017 |
| 2. | 24 mars 2018 |                                                  | Ouganda    | 3-1      | Amical                  |